# Blastomussa loyae
Blastomussa loyae is een rifkoralensoort uit de familie van de Mussidae. De wetenschappelijke naam van de soort is voor het eerst geldig gepubliceerd in 1978 door Head.